# Meulan-en-Yvelines
Meulan-en-Yvelines település Franciaországban, Yvelines megyében. Lakosainak száma 8996 fő (2022. január 1.). Meulan-en-Yvelines Évecquemont, Gaillon-sur-Montcient, Hardricourt, Mézy-sur-Seine, Les Mureaux, Tessancourt-sur-Aubette és Vaux-sur-Seine községekkel határos.

## Népesség
A település népességének változása:
| Lakosok száma | 8992 | 9170 | 9157 | 8990 | 9005 | 9005 | 9080 | 9041 | 8996 |
|               | 2013 | 2015 | 2016 | 2017 | 2018 | 2019 | 2020 | 2021 | 2022 |